# San Pablo La Laguna
San Pablo La Laguna é uma cidade da Guatemala do departamento de Sololá.